# 霍剛
霍剛（義大利語：Ho-Kan, 1932年—），本名霍學剛，字柔存，是臺灣第一代現代抽象藝術家。1932年生於南京，成長、養成、教育於臺灣，師承「台灣現代藝術導師」李仲生。1957年與七名畫友（李元佳、吳昊、歐陽文苑、夏陽、蕭勤、陳道明、蕭明賢）共同創立「東方畫會」，是「八大響馬」之一，亦是「台灣現代藝術運動」的代表人物。
霍剛曾遠赴義大利，旅居米蘭五十年，他的作品以點、線、面為造型元素，畫裡也有很多短線、長線、琴弦等符號，與他喜歡音樂有所關連。從1950年代的超現實主義風格，到1970年代受西方藝術概念影響，逐漸轉向幾何硬邊的創作形式發展，結合東方書法、金石印刻等創作元素，以極簡、富有詩意的視覺語言發展出個人特有的東方抒情抽象。從臺灣走向歐洲，他的創作伴隨著現代美術發展各個階段歷程，看似抽象的幾何圖形，實則蘊含了中西文化傳統與藝術觀念。

## 生平

### 經歷戰亂，隻身來臺（1930－40年代）
霍剛，1932年生於南京，抗戰時期，霍家移居重慶，然後父親過世又搬回南京與祖父一起生活。祖父霍銳是著名的書法家，耳濡目染下，霍剛不止練就了一手好字，也喜歡畫畫，奠定了日後的繪畫基礎。他曾表示自己10多歲便立志當畫家。1947年，他進入南京國民革命軍遺族學校，當時的美術教師為俞士銓先生，以西洋的「倍數比例」方法教靜物寫生，使他開始了解初步的寫生原則和透視原理。 1949年，隨著學校300多位師生來到臺灣。

### 觀念變革，成立畫會（1950年代）
1950年，霍剛進入臺北師範學院藝術科（現國立臺北教育大學藝術與造形設計學系），學習模寫幾何模型、靜物、石膏像，常得到當時老師周瑛的誇獎。但學校的教育無法滿足他的求知欲，他去看畫展、聽講座、看美術評論，在課外充實研究，並於1951年經同學兄長歐陽文苑介紹，進入李仲生畫室學習。李仲生只教觀念不教技巧的授課方式，打破學院派按部就班、循序漸進學習技巧的觀念。他注重個別啟發，強調獨立思考、精神性、開創性，主要傳授兩個觀念－「看」和「找」：看物象的全貌；找物體的關鍵。李仲生的教學自由，不設限制，讓霍剛了解創作需要有自我風格，使他從超寫實主義開啟創作，後以幾何抽象確立自己的藝術風格。
1953年，霍剛從師範學院畢業後，在臺北市文山區景美國民小學任教，積極推動臺灣戰後兒童美術教育，並促成全臺第一個國民學校美術教室。任教經歷讓他在日後的畫作裡保有赤子之心。
受李仲生指導五年後，霍剛與七名畫友（李元佳、吳昊、歐陽文苑、夏陽、蕭勤、陳道明、蕭明賢）於1956年共組「東方畫會」，帶動臺灣的繪畫革命，被當時的媒體稱為「八大響馬」。東方畫會旨在吸收西方的現代藝術觀念與技巧，以融入中國繪畫使其重生，期許呈現多元的藝術風貌，讓民眾感受現代藝術的趣味性，並率先推動國際繪畫交流。1957年，八大響馬在臺北舉辦第一屆東方畫展；1960年受邀至紐約米舟畫廊，前進海外。
1957年，霍剛以優良美術教師的身分出任全省國民教育巡迴輔導團美術輔導員，更將臺灣的兒童作品創作送到西班牙舉辦的「中國兒童畫展」，開創國內兒童藝術在海外展覽的先河。

### 旅居義國，開闢新路（1960－70年代）
1964年，正值「龐圖國際藝術運動」（Punto International Art Movement）的鼎盛時期，霍剛結束短暫的教學生涯，搭上法國法國油輪「越南號」前往歐洲，他計劃到法國習畫，但台灣與強權外交關係中斷，無法申請簽證，停留一段時間後，只好暫時前往義大利米蘭，沒想到一待就長達半個世紀。他雖然沒帶多少錢出國，但每天看電影、逛美術館、藝廊、拜訪藝術家、畫畫，活在自己熱愛的世界裡。
米蘭是「藝術之都」，開啟了霍剛的藝術視野，發現繪畫世界無限寬廣：出國時，霍剛想朝「超現實主義」方向發展，到了國外才發現畫得比他好的藝術家太多了，太難出頭。而正在起步的幾何抽象乾淨、濃縮、講求精神性，難度較高，而且很理性，引起他的興趣。他受到皮特·蒙德里安（Piet Mondrian）、約瑟夫·亞伯斯（Josef Albers）、安東尼奧·卡爾德拉拉（Antonio Calderara）的影響，而傑克遜·波洛克（Jackson Pollock）、弗朗茲·克萊恩（Franz Kline）、保羅·克利（Paul Klee）對東方文字藝術的挪用，亦給了他無限的衝擊；他對書法、金石的研究，以及文化圖騰和器皿的分析之後，除去物象的感官功能性，探討其精神內質，重新用物理性的思維來解構圖像。為了跟西方藝術家區隔，霍剛加入中國書法、東方的空靈、虛無哲學概念，注重線條對襯，色彩鮮明但不強烈，並用平塗法，開闢出一條新路，成為台灣幾何抽象藝術風潮的先驅。
1965年，霍剛首次和「藝術中心畫廊」（Galleria Artecentro）合作，後來共舉辦超過數十次個展，他與畫廊負責人Fiorella la Lumia結緣，彼此間是工作伙伴，也是朋友。畫廊廣泛推介他參加美術館的聯展，以及參加競獎，積累藝術家的展歷。在歐洲期間，霍剛是歐洲華文作家協會會員，帶著東方的精神投入西方藝壇的瀚海中，三十餘年來不曾放棄或改變。

### 返臺辦展，駐村創作（1980－00年代）
1985年，霍剛開啟了再度接觸臺灣藝壇的契機，當年由畫家李錫奇主持的臺北環亞藝術中心，邀請霍剛在他旅居義大利米蘭二十年後，首度返臺舉辦個展。接著從90年代開始，霍剛返臺舉辦展覽的機緣逐漸增多，先是受邀「誠品畫廊」合作辦了好幾次展覽，接著與「帝門藝術中心」 合作展覽和研討會，這兩家畫廊階段性與霍剛合作展出其作品， 使臺灣的藝術界有機會看到霍剛的幾何抽象作品，逐漸了解和欣賞。
1997年，霍剛獲得第五屆「李仲生基金會現代繪畫獎成就獎」，表彰他在現代、當代臺灣美術運動上承先啟後的卓越貢獻。他將東方文化的古老精髓，提煉在現代藝術之中，並堅定文化主體性的價值，不隨西方潮流盲從，這種藝術睿智與篤實的毅力令人感佩，也值得晚輩學習。
2006年，霍剛受帝門藝術中心之邀，進駐北京798藝術區的藝術家工作室創作數月之久，旅區義國四十多年，首次長時間離開他熟悉的米蘭，初嘗異地進駐創作游牧式的滋味，新的環境能量給他新的刺激，讓他的作品湧現了不一樣的新風格，也開啟了日後想要重返臺灣駐村創作的機緣。自2009年延續至2012年期間，霍剛每年約三個月從義大利米蘭回來，進駐臺北國際藝術村創作。在這段期間遇到了萬義曄小姐，在2015年結為連理。

### 退休近況
2021年，高齡89歲的霍剛因疫情嚴峻、在家中閉關，腦中還有源源不絕的創作力，他翻閱喜歡的藝術家作品研讀後，構思新系列—在圓形畫布上以黑色為底的創作。

## 創作理念
|        | 畫是不需要解釋的，也不要求知求解。要將符號想成是有生命的東西，是一個境界、空間，說明就沒有意義，像說那是一個山頭，就沒意思……要根據白日夢的心理狀看我的畫，把意識形態撇開，忘掉所以然，不要求知求解。 |
| ——霍剛 | |

霍剛的作品「看似有邊際，實際無邊際」，他形容自己的畫是「無目的的、無中生有、天馬行空、自圓其說、似是而非、莫名其妙。所謂「畫如其人、人如其畫」，在霍剛的畫作中可以感受到萬物兼容並蓄的和諧，即便是如此前衛的形式，依然能體悟到他所欲傳達的文化底蘊、藝術精神與人生態度。

|        | 我的繪畫裡面，既沒有行為也沒有故事，不是要向眾人說明什麼，完全是一種『心靈的狀態』，並藉著雙手表達出來。西方畫一個形體是三度空間，有長、寬、高的概念，這些我都打破了，沒有立體感，立體感其實是經過頭腦意識思維與邏輯推敲的，我崇尚直覺性地畫畫……畫了一輩子，終於學會怎麼像孩子一樣畫畫。 |
| ——霍剛 | |

人生走了一遭，最後回歸的仍是人類初生的本質──真心、直觀與潛意識。

## 繪畫風格

### 書畫同源
因家學淵源，霍剛認識傳統書法與水墨藝術，將中國文字由形、音、義中抽離，還原最初基本的點、線、面造型；點、橫、直、撇、捺成為創作靈感的元素，將它們重新構築，不但充滿藝術家物理性的思維，更進一步與東方神秘的虛、實空間相互呼應。書法所講求的「氣」，也給了他的啟發，日後的創作增添流暢、沈潛的律動性。

### 意象素描
霍剛早期的繪畫明顯受到超現實主義的影響，多為捕捉「意象」，畫面上鳥獸變形體幽游於空間之中，色彩多為中性或低彩度，光線較為陰暗。從心靈潛意識底層，將現實世界轉化為似曾相識的時空經驗、交織融動的圖像，充滿神秘性和奇異感，畫面平靜、平和的內省與中國山水的精神一致。這些作品大多是小品或素描，以鉛筆、蠟筆作畫，輕盈的筆調伴隨急速、輕重緩急的線條，單色塗抹造型主要是渾圓、半溶化、半穿透性的呈現。

### 超現實蛻變理性構成
對霍剛而言，龐圖運動的「點」與中國哲理「靜觀精神」的觀念不謀而合，也是李仲生所強調的「東方主義」精神，影響到他六十年代後的畫作，精神上傾向於視覺詩性，表現形式則逐漸由幾何圖形取代連貫的筆觸。以一種平塗的手法，進行畫面幾何式的分割，時而三角形、時而矩形，且有一些跳動的細線或圓點出現，形成一種亮麗、明淨、飄浮的意象，呈現畫外之意。  七十年代起，畫中色彩愈來愈濃烈鮮明，構圖也趨向明快簡潔，常見對稱性與突發性現身的點、短直線交替展現，添加更多情感元素的造型，從形象上看到比較感性的造型構圖。此外，霍剛收藏黑膠唱片，也習慣伴隨著音樂進行創作，所以也可以在他的作品中看到一些跳躍的點線，感受到「音樂性」。

### 靜觀禪意的特質
霍剛80年代以後的創作多取材於中國的禮器和漢代磚瓦圖騰等等，充滿東方虛、實空間的對應，以「無」的理念來詮釋老莊思想。越到晚期創作的作品，尺度變大更多，也比較亮麗活潑，畫面變得更豐富。

### 揮別沉鬱色調
霍剛結婚後，在愛情的滋潤中勤奮作畫，作品源源不絕，單單2015年就完成了七十多幅畫作，相較於各個時期畫作的質與量，最為豐富。作品依然以本質俐落鮮明的個性為主調，但畫面充滿各式各樣的造形結構，揮別沉鬱色調，洋溢抒情、愉悅的氛圍。

## 歷年展覽
| 年份   | 展覽                                            | 地點                                       |
| ------ | ----------------------------------------------- | ------------------------------------------ |
| 1957年 | 第一屆東方畫展                                  | 新生報大樓，台北，台灣                     |
| 1958年 | 亞洲青年美展                                    | 東京，日本                                 |
| 1960年 | 國際抽象畫展                                    | 伯拉多，義大利                             |
| 1969年 | 國際繪畫年展                                    | 阿契雷阿萊，義大利                         |
| 1970年 | 第七屆國際繪畫聯展                              | 坎比奧奈，義大利                           |
| 1970年 | 霍剛個展                                        | 布蘭巴哈畫廊，巴塞爾，瑞士                 |
| 1970年 | 霍剛個展                                        | 奧萊茲畫廊，海牙，荷蘭                     |
| 1971年 | 霍剛個展                                        | 工作室畫廊，馬特拉，義大利                 |
| 1971年 | 霍剛個展                                        | 藝術中心畫廊，米蘭，義大利                 |
| 1971年 | 霍剛個展                                        | 巴爾巴畫廊，卡斯代蘭札，義大利             |
| 1971年 | 霍剛個展                                        | 封答各畫廊，邁西拉，義大利                 |
| 1972年 | 霍剛個展                                        | 馬斯佩斯與羅美佳里工作室，松德里奧，義大利 |
| 1972年 | 霍剛個展                                        | AEA畫廊，大朗多，義大利                    |
| 1972年 | 霍剛個展                                        | 覺維奧畫廊，科摩，義大利                   |
| 1973年 | 霍剛個展                                        | 藝術中心畫廊，米蘭，義大利                 |
| 1973年 | 霍剛個展                                        | 中義協會，米蘭，義大利                     |
| 1973年 | 霍剛個展                                        | 拜奈待地尼神父隱修院，菲那爾碧亞，義大利   |
| 1973年 | 霍剛個展                                        | 獅子畫廊，特拉達得，義大利                 |
| 1974年 | 霍剛個展                                        | 馬爾空第四畫廊，羅馬，義大利               |
| 1974年 | 霍剛個展                                        | 安多羅美達畫廊，波隆那，義大利             |
| 1975年 | 霍剛個展                                        | 解邁里畫廊，利米尼，義大利                 |
| 1976年 | 霍剛個展                                        | 藝術中心畫廊，米蘭，義大利                 |
| 1977年 | 霍剛個展                                        | 庫茲畫廊，索洛，瑞士                       |
| 1978年 | 霍剛個展                                        | 藝術中心畫廊，米蘭，義大利                 |
| 1979年 | 霍剛個展                                        | 馬且拉達美術博物館，馬且拉達，義大利       |
| 1979年 | 霍剛個展                                        | 普魯沙爾特畫廊，威尼斯，義大利             |
| 1981年 | 東方、五月畫會成立二十五週年聯展                | 台灣省立博物館，台中，台灣                 |
| 1982年 | 霍剛個展                                        | 藝術中心畫廊，米蘭，義大利                 |
| 1984年 | 霍剛個展                                        | 藝術中心畫廊，米蘭，義大利                 |
| 1985年 | 霍剛個展                                        | 環亞藝術中心，台北，台灣                   |
| 1985年 | 霍剛個展                                        | 不是書店，米蘭，義大利                     |
| 1985年 | 霍剛個展                                        | 布雷赫波爾畫廊，格蘭斯，瑞士               |
| 1986年 | 台北市立美術館聯展                              | 台北市立美術館，台北，台灣                 |
| 1987年 | 霍剛個展                                        | 鑽石宮現代藝廊，費拉拉，義大利             |
| 1988年 | 霍剛個展                                        | 藝術中心畫廊，米蘭，義大利                 |
| 1990年 | 霍剛個展                                        | 誠品畫廊，台北，台灣                       |
| 1993年 | 霍剛個展                                        | 誠品畫廊，台北，台灣                       |
| 1994年 | 霍剛回顧展                                      | 台灣省立美術館，台中，台灣                 |
| 1997年 | 東方現代備忘錄－穿越彩色防空洞聯展              | 帝門藝術中心，台北，台灣                   |
| 1999年 | 李仲生師生展                                    | 台灣省立美術館，台中，台灣                 |
| 1999年 | 霍剛的歷程個展                                  | 帝門藝術中心，台北，台灣                   |
| 2001年 | 東方的結構主義                                  | 帝門藝術中心，台北，台灣                   |
| 2010年 | 霍剛個展                                        | 大象藝術空間館，台中，台灣                 |
| 2011年 | 霍剛個展                                        | 米勒斯畫廊，日內瓦，瑞士                   |
| 2011年 | 藝載乾坤 – 霍剛校園巡迴展                       | 清大藝術中心展覽廳，新竹，台灣             |
| 2012年 | 藝拓荒原 – 東方八大響馬                         | 大象藝術空間館，台中，台灣                 |
| 2012年 | 非形之形 – 台灣抽象藝術                         | 臺北市立美術館，台北，台灣                 |
| 2012年 | 霍剛八十 ‧ 素描展                               | 大象藝術空間館，台中，台灣                 |
| 2013年 | 霍剛時間 – 無意之間                             | 時空藝術會場，台北，台灣                   |
| 2013年 | 霍剛原創手稿展 ：僅以表面覓見真實               | LOVE space 藝聚空間，台北，台灣            |
| 2014年 | 台灣美術散步道：1927-2014                       | 尊彩藝術中心，台北，台灣                   |
| 2014年 | 米蘭 · 呼吸 · 台北                              | 葡眾科技人文發展基金會，台北，台灣         |
| 2014年 | 東方視覺 – 霍剛                                 | 夢12美學空間，台北，台灣                   |
| 2014年 | 抽象．符碼．東方情－台灣現代藝術巨匠大展        | 尊采藝術中心，台北，台灣                   |
| 2015年 | 晝夜之象 – 陳庭詩、霍剛、秦松、莊喆、楊識宏聯展 | 夢12美學空間，台北，台灣                   |
| 2015年 | 霍剛個展                                        | 月臨畫廊，台中，台灣                       |
| 2015年 | 2015 ART TAICHUNG                               | 台中日月千禧酒店，台中，台灣               |
| 2016年 | 韓國國際藝術博覽會                              | 首爾，韓國                                 |
| 2016年 | 港都國際藝術博覽會                              | 高雄，台灣                                 |
| 2016年 | 霍剛 · 寂弦激韻                                 | 台北市立美術館，台北，台灣                 |
| 2016年 | 原點 · 解析－霍剛的東方抽象語法                 | 采泥藝術中心，台北，台灣                   |
| 2018年 | 霍剛新作：台灣同步展                            | 采泥藝術中心，台北，台灣                   |
| 2018年 | 形色之外 霍剛米蘭回顧展                         | 蒙札皇宮美術館，米蘭，義大利               |
| 2018年 | 低限．冷抽．九人展                              | 耘非凡美術館，台南，台灣                   |
| 2019年 | 臺北當代藝術博覽會–驫                           | 台北南港展覽館，台北，台灣                 |
| 2019年 | 藝時代崛起－李仲生與台灣現代藝術發展            | 國立臺灣美術館，台中，台灣                 |
| 2019年 | 線索II-仲生與眾聲                               | 双方藝廊，台北，台灣                       |
| 2019年 | 形色之外 – 霍剛個展                             | 藝非凡，台南，台灣                         |
| 2019年 | 2019台北國際藝術博覽會                          | 台北世界貿易中心 展演一館，台北，台灣      |
| 2019年 | 捉‧影：國際當代素描展                           | 國立國父紀念館博愛藝廊，台北，台灣         |
| 2020年 | 老梗與他的藝術家朋友們                          | 臻品藝術，台中，台灣                       |
| 2020年 | 空間視界 – 霍剛無限                             | 采泥藝術，台北，台灣                       |
| 2020年 | 華人幾何抽象的先峰 霍剛                         | 東區藝廊，台北，台灣                       |
| 2020年 | 暢意行旅 ‧ 心如斯 霍剛創作展                    | 彰化秀水，台北至善，桃園，台灣             |
| 2020年 | 空間世界 – 霍剛無限                             | 超藝術空間，台中，台灣                     |
| 2020年 | 2020 ART TAIPEI                                 | 台北世界貿易中心-展演一館，台北，台灣      |
| 2020年 | 霍剛、李光裕雙個展                              | 西川淑敏舞踊知家，台中，台灣               |
| 2021年 | 遇東方 東方畫會                                 | 帝門藝術中心，台北，台灣                   |
| 2021年 | 暢意行旅 ‧ 心如斯 霍剛創作展                    | 彰化秀水，台北至善，桃園，台灣             |
| 2021年 | 第29屆亞洲國際美術展覽會                        | 九州藝文館，福岡，日本                     |

## 出版畫冊
- 霍剛. . 誠品畫廊出版. 1993.
- 霍剛. . 省立美術館編印. 1994.
- 霍剛. . 夢十二出版. 2014.
- 霍剛. . 采泥藝術出版. 2016.
- 霍剛. . 北美館出版. 2016.
- 霍剛. . 采泥藝術出版. 2017.
- 劉永仁. . 國美館出版. 2017.
- 霍剛. . 采泥藝術出版. 2018.
- 蕭瓊瑞. . 采泥藝術出版. 2018.
- 霍剛. . 創價學會出版. 2020.
- 霍剛. . 采泥藝術出版. 2020.

## 獲獎紀錄
- 1965年獲義大利古比奧市國際藝術發展獎。
- 1966年獲義大利古比奧市國際藝術發展獎。
- 1966年獲義大利諾瓦拉市國際繪畫金牌。
- 1967年獲義大利孟扎市國家繪畫首獎。
- 1969年獲義大利萊科市久賽彼・莫利繪畫首獎。
- 1997年獲台灣第五屆李仲生基金會現代繪畫成就獎。

## 藝術市場
霍剛的市場經營，以港台為主，第一市場以台灣本地藏家為大宗，拍賣部分，則吸引香港買家的介入。2021年送拍賣的作品數量有38件，成交總額約新台幣3,000萬元，當中最高拍賣成交價為「抽象構圖抽象構圖」（1967），以1,260,000港元售出，折合新台幣約465萬元，國際排名2594名。
2022年，蘇富比香港拍賣會上，霍剛的「Untitled 無題」（1932）以 1,386,000港元售出，外加拍賣費。他最珍贵和最受欢迎的作品描绘了圆圈，尤其是黄色的。 在亚洲文化中，霍刚的艺术价值远高于西方的卢齐欧·封塔纳。从艺术文化价值来看，霍刚的一件作品在收藏界的价值应该在200万美元以上, 因此，今天它被认为被严重低估。

## 評價
|        | 以前的東西比較繁瑣，所以我覺得現在的創作比較好。 以前的東西還不太穩定，還在探索，現在是在表現。以前我覺得 自己不太強，現在的作品比較上就有了我自己的風格。過去就會 馬馬虎虎，多一點少一點無所謂。我現在的畫，多一點少一點; 馬上就可以看出來了。因為，現在的作品比較單純、比較緊湊、 比較內斂、比較有自己 |
| ——霍剛 | |

|                                                | 綜觀華人抽象藝術史，霍剛作為從事幾何抽象創作的藝術家，可謂為「華人幾何抽象藝術的先鋒」。 |
| ——知名國際策展人莎賓・瓦季尤（Sabine Vazieux） |                                                                                          |

|                            | 霍剛在繪畫技巧的表現上，頗有乃師李仲生的真味。李仲生心象式的抽象，其實技巧相當多樣且機智，印、刮、畫、流……，產生一種緊密、天成的效果。霍剛的作品，初看極其幾何，但一點都不機械，即使是一條線，很可能是畫出來的，也可能是刮出來的，但更多的是留出來的。所謂的留，就是用其他的色面加以敷蓋，色面與色面之間，就留出了原來的底色，而形成了線。這種多樣的技巧，也就形成畫面豐富的視覺內涵，給人玩味無窮的空間。在個人的觀察中，霍剛的作品「手感」十足，似乎他很少使用「膠帶遮掩」一類的手法；所謂的面、線、形，似乎都是以手繪的方式達成，因此沒有尖銳、冰冷的感覺，反而是充滿了溫情與深沈的內涵。 |
| ——成功大學歷史系教授蕭瓊瑞 | |

## 外部連結
.   [2022-06-22]. （原始内容存档于2022-05-12）.

.   [2022-06-22]. （原始内容存档于2022-06-12）.

.   [2022-06-22]. （原始内容存档于2022-05-16）.

.   [2022-06-22]. （原始内容存档于2022-06-04）.

.   [2022-06-22]. （原始内容存档于2022-06-15）.